# Nivlisen
Koordinaten: 70° 20′ 0″ S, 11° 0′ 0″ O
Das Nivlisen (norwegisch für Niveaueis) ist ein Schelfeis an der Prinzessin-Astrid-Küste des ostantarktischen Königin-Maud-Lands. Es liegt nördlich der Schirmacher-Oase.
Wissenschaftler des Norwegischen Polarinstituts benannten es.